# Cmentarz mariawicki w Markuszowie
Cmentarz mariawicki w Markuszowie – założony na początku XX wieku, cmentarz Kościoła Starokatolickiego Mariawitów położony na terenie parafii Kościoła Starokatolickiego Mariawitów w Łanach.
Niewielki i zadbany cmentarz znajduje się na gruntach miejscowości Łany, w gminie Markuszów, w powiecie puławskim, województwie lubelskim, w pobliżu skrzyżowania ulicy Lubelskiej z ulicą Głębocznica.

## Historia
Historia cmentarza mariawickiego nieodzownie wiąże się z położoną nieopodal parafią mariawicką w Łanach. Mariawityzm na tych terenach narodził się za sprawą działalności kapłana Piotra Marii Ładysława Golińskiego pracującego od 1906 roku w Markuszowie. Ksiądz Goliński głosił Dzieło Wielkiego Miłosierdzia i przynależał do Zgromadzenia Kapłanów Mariawitów za co został usunięty z rzymskokatolickiej parafii św. Józefa Oblubieńca Najświętszej Marii Panny w Markuszowie i wraz ze swoimi zwolennikami zorganizował parafię mariawicką na przedmieściach Markuszowa we wsi Łany. 
Potężnym problem dla miejscowych mariawitów był pochówek zmarłych. Proboszcz parafii rzymskokatolickiej nie wyrażał zgody na mariawickie pochówki na cmentarzu w Markuszowie, zaś władze państwowe nie chciały wydać zgody na założenie nowej nekropolii. Liczne wysiłki kapłana doprowadziły ostatecznie do założenia własnego cmentarza. 
Jego poświęcenia dokonał kolejny proboszcz parafii ojciec Stanisław Maria Fidelis Szokalski 1 czerwca 1911 roku. Od tego czasu wyznawcy mariawityzmu chowani są na oddzielnym cmentarzu leżącym na pograniczu Łan i Markuszowa. 
Na cmentarzu pochowana jest m.in. siostra Małgorzata Maria Cezaria Mańko ze Zgromadzenia Sióstr Mariawitek Nieustającej Adoracji Ubłagania, która przez wiele lat pracowała w miejscowej parafii mariawickiej, zmarła 13 września 1975 roku, mając 81 lat.